# Dynamena pumila
Dynamena pumila är en nässeldjursart som först beskrevs av Carl von Linné 1758.  Dynamena pumila ingår i släktet Dynamena och familjen Sertulariidae. Arten är reproducerande i Sverige. Inga underarter finns listade i Catalogue of Life.